# Jordi Bilbeny
Jordi Alzina i Bilbeny (Arenys de Mar, 14 de octubre de 1961), más conocido como Jordi Bilbeny, es un filólogo, pseudohistoriador, investigador de folklore, escritor y poeta español célebre por sus estudios sobre la censura y la inquisición española. Muchas de sus obras denuncian la supuesta manipulación y ocultación de la historia de los reinos de Cataluña, Valencia y Mallorca por parte de la censura monárquica y del estado.

## Biografía
Jordi Bilbeny es licenciado en filología catalana por la Universidad Autónoma de Barcelona (UAB) y doctorando en Historia Moderna en la Universidad de Barcelona (UB), con la tesis detenida al serle retirado el apoyo académico cuando intentó presentar su tesis sobre la manipulación del descubrimiento de América. Bilbeny considera el bloqueo de su tesis por parte de la universidad como un caso de censura del siglo XX. 
Ha sido profesor de lengua catalana para adultos y fue el iniciador del Simposio sobre el descubrimiento catalán de América, que se celebra anualmente en Arenys de Munt desde el año 2001 . 
Entre 1990 y 2004 fue miembro del Centro de Estudios Colombinos. En 2004 creó la Fundació d'Estudis Històrics de Catalunya (FEHC), activo hasta el verano de 2007. 
En el año 2008 pasó a formar parte del equipo fundador del Institut Nova Història (INH) donde trabajaba como Responsable del Departamento de Investigaciones Históricas. 
Además, Jordi Bilbeny es director de la Universitat Nova Història (UNH) desde su primera edición, en agosto del año 2013, y que se ha venido reuniendo desde entonces en los municipios catalanes de Crespiá y Montblanch.
En su faceta de activista e ideólogo político, Jordi Bilbeny ha sido miembro del Moviment Arenyenc per l'Autodeterminació y ha militado en la CUP de Arenys de Munt.  Fue uno de los organizadores más importantes en la concepción y ejecución de la Consulta sobre la independencia de Cataluña en Arenys de Munt, que daría pie al posterior Referéndum de independencia de Cataluña de 2017. Como literato, ha escrito algunos libros de poesía y ha ejercido de letrista del grupo musical Relk. También es el autor de la canción que acabó convirtiéndose el himno de la consulta independentista de Arenys de Munt. 

## Investigación en historia
A mediados de los ochenta, recién licenciado, Bilbeny se especializa en heurística histórica y estudia la manipulación que han sufrido los textos religiosos históricos para eliminar todo lo contrario a la ortodoxia vigente en cuestiones de fe. Sus investigaciones sobre la censura y la obra del historiador peruano Luis Ulloa y Cisneros, director de la biblioteca de Lima y autor de la teoría sobre la nacionalidad catalana de Cristóbal Colón lo llevaron a interesarse sobre el tema y plantearse la posibilidad de escribir una novela histórica. En la fase de documentación previa detecta incoherencias y contradicciones en el relato oficial sobre el descubrimiento de América, a menudo contradictorias. Interesado en esta singularidad, empezó a realizar investigación histórica sobre el caso. 
Bilbeny considera que la historia de Cataluña ha sufrido una manipulación y tergiversación —«historicidio»— desde el siglo XVI, con el objetivo de favorecer la construcción de un nuevo concepto de estado pan-castellano alejado del confederalismo histórico, propio de la Corona de Aragón y de la España original. Al mermar el protagonismo de Cataluña —y de los diversos reinos de la Corona de Aragón— en la historia colectiva española mediante la falsificación, la ocultación, la censura y la apropiación de ciertos episodios históricos, se favoreció la prevalencia de la ideología castellana a la hora de construir el nuevo ideario español a partir de los áustrias y de los borbones. Bilbeny, abanderado de un revisionismo histórico, libre de prejuicios políticos, y de una necearia descolonización de la historia de los diversos reinos peninsulares, desconfía de la veracidad de muchos documentos, libros, grabados, etc. fechados a partir del siglo XVI por ser estos sospechosos de manipulación y objeto de la censura. 

### Estudios sobre el descubrimiento catalán de América
Uno de los casos de manipulación más repetidamente denunciados por Jordi Bilbeny en su obra y en sus conferéncias lo tenemos en el episódico crucial del descubrimiento de América, que según el autor fue una operación llevada a cabo por la corona catalano-aragonesa. 
Bilbeny ha publicado diversas obras sobre la manipulación de la biografía y la ocultación de la catalanidad del almirante Cristóbal Colón, que el identifica en la figura delnoble catalán Joan Cristòfol Colom i Beltrán. 
Según Bilbeny, la identidad de Cristóbal Colón sigue siendo un gran enigma, envuelto en una espesa niebla de misterios, intereses y contradicciones que envuelve la figura del navegante. Según sus estudios, la tesis más divulgada, y generalmente aceptada, del lanero genovés, de origen plebeyo, no consigue dar una respuesta convincente a la incógnita de quien era, en verdad, Cristóbal Colón. Por el contrario, se abren nuevas lagunas en torno a su biografía. Según Bilbeny no es plausible creer que los Reyes Católicos concedieran a un extranjero, sin carrera política, ni militar, ni estudios de derecho, ni de fiscalidad, los cargos de almirante, de virrey, de gobernador y de capitán general en el Nuevo Mundo. Estos títulos se reservaban sólo para los miembros de la casa real. ¿Podría haber existido una censura conscientemente diseñada por parte del poder político para difuminar el origen de Colón, sus conexiones familiares y su catalanidad? Jordi Bilbeny cuestiona el discurso oficial y propone una nueva mirada al pasado del descubridor, que se proyecta y toma forma en un Colón catalán, instruido, de familia de mercaderes y navegantes, de ascendencia noble y vinculado con la realeza. En definitiva, un príncipe de Cataluña.

### Cervantes y elQuijote

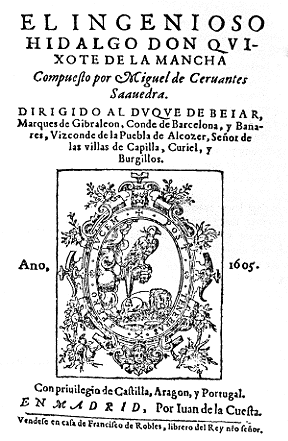
Portada de la cuarta edición del Quijote

Otro personaje que, según el investigador, también ha sufrido una usurpación de su verdadera identidad por parte de la censura monárquica han sido el que actualmente conocemos como Miguel de Cervantes. 
A partir de 2005, Bilbeny empieza a explicar en sus obras y conferencias que el célebre escritor es, en realidad, Joan Miquel Sirvent, un noble valenciano con antepasados contrarios a los Trastámara, con casa en Barcelona y linaje en Jijona. Su identidad habría sido adulterada para convertirlo en un fidalgo castellano. Bilbeny también asegura que la obra Don Quijote es un libro satírico y muy crítico con la política castellana y con una evidente «tendencia a la catalanofilia». 
Según Bilbeny, el libro fue originariamente escrito y publicado en catalán, pero después censurado y traducido al castellano. Según el filólogo, entre otros aspectos, la desaparición de la primera edición original, el mismo argumento del libro y los numerosos errores de traducción, algunos inequívocamente procedentes del catalán original, así lo demuestran.

### El Lazarillo de TormesyLa Celestina
Siguiendo la línea de considerar muchas de las obras propias del Siglo de Oro como traducciones al castellano, censuradas y adulteradas, a partir de originales en catalán, con sus primeras ediciones destruidas por la censura monárquica, Bilbeny publicó, en 2007, un libro en el que afirma que el autor del Lazarillo de Tormes era valenciano. En este estudio, propone como autor del Lazarillo al escritor valenciano Juan de Timoneda. En este sentido, el filólogo también afirma que hay indicios que la trama original de la obra tuviera lugar en la población alicantina de Tormos, en el Reino de Valencia, antes de que hubiera sido manipulada y trasladada al inexistente Tormes de Castilla, que es un río y no un municipio. 
Como en el caso de la obra Don Quijote, también lo argumenta aduciendo a una serie de errores de traducción a partir del original en catalán de Valencia. También se basa en la inversimilitud del recorrido de los personajes por tierras peninsulares que, según Bilbeny, resulta de haber sustituido los topónimos originales valencianos por otros castellanos (Tejado por Tejares, Gandía por Escalona, Valencia por Toledo, etc). Incluso el lugar de nacimiento del protagonista, Tormes en vez de Tormos, como ya hemos dicho. Para Bilbeny, la obra original de Timoneda era una alegoría de la Revuelta de las Germanías.
Bilbeny considera que estos casos de traducción al castellano y apropiación de obras catalanas por parte de la censura monárquica y de estado no son excepciones, sino una práctica devenida habitual y que afecta a una parte sustancial de la literatura del Siglo de Oro.

## Apariciones en documentales
Jordi Bilbeny ha aparecido como actor en:
- A la recerca del Grial (2005), de David Grau, en el papel de Otto Rahn.
- Americae (2007), documental de temática colombina, trabajo de investigación de los estudiantes Dani de la Orden y Roger Agustín inspirados en la teoría bilbenyense de la ocultación del descubrimiento catalán de América. El propio Bilbeny aparece. Producido por Pilar Montoliu. [cita requerida]
- 42º: la historia prohibida (2008). Documental de Xevi Mató (director del documental L'Exèrcit del Fènix) y Marc Depoorter sobre la teoría de Bilbeny de Pals de l'Empordà como puerto de partida. [10]
- Colom i la Casa Reial Catalana (2011), con dirección de Dani de la Orden y producción de Pilar Montoliu. Lleva a las pantallas la tesis de Joan Colom y Bertran como Descubridor de América. [11]
- Desmuntant Leonardo (2024), documental sobre historia dirigido por Dani de la Orden y Marc Pujolar. Un documental de investigación histórica que analiza críticamente la biografía del artista renacentista Leonardo da Vinci. La película se basa en la investigación del historiador Jordi Bilbeny, quien cuestiona la biografía oficial del pintor. El documental entrevista expertos de diferentes temas como Ximo Company (Profesor de Historia del Arte), José Luis Espejo (investigador en historia y autor de dos libros sobre Leonardo), Giuseppe Fornari (Profesor de Humanidades de la Universidad de Bérgamo y autor de estudios sobre Leonardo y el renacimiento), Ramón López Martín (Catedrático de Teoría e Historia de la Educación de la Facultad de Filosofía y Ciencias de la Educación de la Universitat de València), Vicenzo Bagnato (escritor e investigador de arte e historia y Autor de "Da Vinci Segreto") y Carlo Vecce (profesor de literatura italiana en la Universidad de Nápoles "The Orientale", investigador del Renacimiento italiano y autor del libro "A Biography of Leonardo"), entre otros. Es una producción de Pilar Montoliu Productions, en colaboración con el Institut Nova Història (INH) y el apoyo de Televisió de Catalunya.

## Obra

### Temática colombina
- Carles I sense censura, Librooks, Barcelona, 2020. ISBN 978-84-949832-6-9
- Inquisició i Decadència: Orígens del genocidi lingüístic i cultural a la Catalunya del segle XVI, Librooks, Barcelona, 2018. ISBN 978-84-946668-9-6
- La data de naixement d'en Colom,, Librooks, Barcelona, 2017. ISBN 978-8494666803
- Petit manual de la descoberta catalana d'Amèrica. Llibres de l'Índex, Barcelona, 2011. Bilbeny hace una recopilación de textos del Antiguo Régimen que a su juicio testimonian la participación catalana en el descubrimiento de América. ISBN 9788496563407 .
- El dit d'en Colom. Catalunya, l’Imperi i la primera colonització americana (1492-150), Llibres de l'Índex, Barcelona, 2010, ISBN 978-84-965-6390-2. Recopilación de artículos.
- Cristòfor Colom, príncep de Catalunya, Proa, Col. Perfils, Barcelona, 2006. ISBN 84-8437-833-0 .
- otes les preguntes sobre Cristòfor Colom: David Bassa entrevista Jordi Bilbeny, Llibres de l'Índex, Barcelona, 2003. ISBN 84-95317-25-7
- Pero Vázquez de Saavedra i Cristòfor Colom: una relació científica, ideològica i de parentiu a cavall de Portugal i Catalunya, que aclareix definitivament la descoberta catalana d'Amèrica, Arenys de Mar, Imp. Pons-Ribot, 2001.
- La descoberta catalana d'Amèrica: Una reflexió sobre la manipulació de la Història, Edicions Gargot, Granollers, 1999, ISBN 84-930490-2-6 .
- Cristòfor Colom, ciutadà de Barcelona, Gallifa [s.n.], 1998. (ISBN desconocido)
- Notícia històrica de la descoberta catalana d'Amèrica segons les fonts catalano-aragoneses de l'Antic Règim, Quaderns d'estudis colombins; Barcelona; Òmnium Cultural, 1998. (ISBN desconocido)
- Brevíssima relació de la destrucció de la Història: La falsificació de la descoberta catalana d'Amèrica, El Set-ciències, Arenys de Mar, 1998.. ISBN 84-930490-2-6
- Sant Francesc, els càtars i la llengua catalana. Librooks, Barcelona, 2024. ISBN: 978-8412860054. Una invitació a redescobrir la figura de Sant Francesc.
- Redescobrint la Malta catalana.Librooks, Barcelona, 2022. ISBN: 978-8412565652. Una invitació a descobrir el passat català de l'illa de Malta.
- Cristòfor Colom i l'Amèrica catalana. Librooks, Barcelona, 2021. ISBN: 978-8412310191. Un recull d'articles ja publicats que ara, recollits amb una nova visió de conjunt, esdevenen un relat fascinant i revelador sobre la veritable intervenció dels estats catalans en la descoberta i conquesta del Nou Món.
- La sardana i la religió de les bruixes. Una recerca sobre l'espiritualitat arcaica i la geografia sagrada. Librooks, Barcelona. ISBN: 978-8494338830. Una recerca sobre l'espiritualitat arcaica, la geografía sagrada, les danses i la mitologia catalanes.

### Lírica y articulismo
- El Falcó, en Roc i la Mercè: la reintroducció del falcó pelegrí a Barcelona. Pere Alzina Bilbeny, Pere Alzina Seguí, Jordi Bilbeny y el Ayuntamiento deBarcelona. Ajuntament de Barcelona, 2003. ISBN 84-8334-425-4
- L'independentisme d'en Joan Salvat-Papasseit. Bilbeny i Albert Calls. Edicions Sírius, 1991. ISBN 84-86685-12-5 . Ensayo literario.
- Diccionari Pornogràfic. El Llamp, 1991. ISBN 84-7781-055-9 . Obra en clave de humor.
- Esventrat esguard. Oikos-Tau, 1982. ISBN 84-281-0512-X . Poemario.